# 渋谷憲一
渋谷 憲一（しぶや けんいち 、1968年5月3日 - ）は日本の歌手、ブルースシンガー。

## 来歴
地元大阪を中心にブルースシンガーとして活動。
1992年 活動の場を東京に移す。 そこで内田裕也と出会い、付き人兼ボディーガードをするようになる。 また同時に役者としての活動を開始。
1999年　芸能事務所ケイダッシュに所属。 以後数々の映像作品に、役者として参加する。
2005年　音楽活動の再開を決意。 手探りながら、自らバンドメンバーを集め、楽曲制作、ライブ活動 を展開していく。
2010年9月 ファーストオリジナルアルバム「血があがなったもの」発表。
2013年11月 自身が崇拝するアーティストの曲を歌ったリスペクトカバーアルバム「LEGEND FOREVER」発表。

## ディスコグラフィ

### アルバム
- 2010年：血があがなったもの
- 2013年：LEGEND FOREVER (カバーアルバム)